# Athens Trophy 1990
L'Athens Trophy 1990  è stato un torneo di tennis giocato sulla terra rossa. È stata la 3ª edizione del torneo, che fa parte della categoria Tier V nell'ambito del WTA Tour 1990. Si è giocato ad Atene in Grecia, dal 10 al 16 settembre 1990.

## Campionesse

### Singolare
Cecilia Dahlman ha battuto in finale  Katia Piccolini con il punteggio di 7–5, 7–5

### Doppio
Laura Garrone /  Karin Kschwendt hanno battuto in finale  Leona Laskova /  Jana Pospíšilová con il punteggio di 6–0, 1–6, 7–6